# Fernandel
Fernandel – pseudoniem van Fernand Joseph Désiré Contandin – (Marseille, 8 mei 1903 – Parijs, 26 februari 1971) was een Frans acteur, komiek en zanger. Hij is het meest bekend door zijn rol van pastoor in de reeks van "Don Camillo"-films en als de soldaat-koeienhoeder in La Vache et le Prisonnier.

## Biografie
Fernandel begon als zanger en komiek in cafés en het vaudeville-theater. In 1925 trouwde hij met Henriette Manse. Zijn acteursnaam ontleende hij aan zijn schoonmoeder, die vaak naar hem verwees als "Le Fernand d'elle".
In 1930 maakte hij zijn filmdebuut in Le blanc et le noir van Robert Florey. Hij ontpopte zich snel tot de belangrijkste Franse filmkomiek, met als handelsmerk zijn Provençaalse accent en zijn grote tanden die hij met een brede glimlach ontblootte. Hij zou de volgende veertig jaar in tientallen, vooral Franse komedies, de hoofdrol spelen. Daarnaast bleef hij ook optreden als zanger in muzikale komedies, die meestal ook verfilmd werden. Fernandel regisseerde zelf ook enkele van zijn films.

## Filmografie (selectie)
Vermeldenswaardig zijn: 
- zes films van de Provençaalse schrijver-filmregisseur Marcel Pagnol: Angèle (1934), Regain (1937), Le Schpountz (1938), La Fille du puisatier (1940), Naïs (1945) en Topaze (1950).
- heel wat zich in de Provence afspelende films als Sous le ciel de Provence, Honoré de Marseille, Hercule, Cocagne en Crésus, de enige film geregisseerd door schrijver en streekgenoot Jean Giono.
- talrijke militaire kluchtfilms met dikwijls voor zich sprekende titels zoals Les Gaîtés de l'escadron, Le Coq du régiment, L'Ordonnance, La Garnison amoureuse, Le Cavalier Lafleur, Un de la légion, Les Dégourdis de la 11e en Ignace, allemaal films uit de jaren dertig.
- heel wat films van Christian-Jaque, vooral uit de jaren dertig, zoals François 1er en Raphaël le tatoué.
- Un carnet de bal van Julien Duvivier (1937).
- L'Auberge rouge van Claude Autant-Lara (1951), heel losjes gebaseerd op het gelijknamig kortverhaal van Honoré de Balzac
- Ali Baba et les quarante voleurs van Jacques Becker (1954).
- heel wat films van Henri Verneuil uit de jaren vijftig, waarvan de succesrijkste Le Mouton à cinq pattes (1954) en vooral  La Vache et le Prisonnier (1959) waren.
- heel wat films van Jean Boyer waarvan Coiffeur pour dames, Le Couturier de ces dames en het kassucces Le Chômeur de Clochemerle (1957) de bekendste zijn.
- meerdere films van Gilles Grangier, voornamelijk uit de jaren vijftig, waarvan La Cuisine au beurre (1963) de bekendste is
- Le Voyage du père van Denys de La Patellière (1966).
- de reeks Don Camillo-films, Italiaans-Franse coproducties gebaseerd op de boeken van Giovannino Guareschi. Fernandel speelde hierin de rol van Don Camillo, pastoor in het klein Italiaans stadje Brescello die voortdurend overhoop ligt met Peppone, de communistische burgemeester van het stadje, gespeeld door Gino Cervi:
  - Le Petit monde de Don Camillo (1952) van Julien Duvivier
  - Le Retour de don Camillo (1953) van Julien Duvivier
  - La grande bagarre de Don Camillo (1955) van Carmine Gallone
  - Don Camillo Monseigneur (1961) van Carmine Gallone
  - Il compagno don Camillo (1965) van Luigi Comencini
  - In 1970 begon Fernandel nog aan de opnamen van een zesde Don Camillo-film, Don Camillo et les contestastaires onder regie van Christian-Jaque. Na enkele weken moest hij echter stoppen wegens gezondheidsredenen. Kort daarna zou hij aan kanker overlijden. De film werd nadien met andere acteurs (o.a. Gastone Moschin als Don Camillo) en een andere regisseur (Mario Camerini) afgemaakt.
- Heureux qui comme Ulysse (1970) van Henri Colpi, de laatste langspeelfilm waarin Fernandel optrad, een tragikomedie die de Provence als kader had.

Hij kreeg ook enkele rollen in Hollywood-films, waaronder Around the World in Eighty Days (1956) van Michael Anderson met David Niven en Shirley MacLaine en Paris Holiday (1958) van Gerd Oswald met Bob Hope en Anita Ekberg.

## Trivia
- In 1970 maakte Jan Van Rompaey voor het BRT-televisieprogramma Echo een legendarisch geworden interview met Fernandel, toen die een bezoek bracht aan België. Toen Van Rompaey hem vroeg of hij zich "thuis voelde bij ons" ("Est-ce que vous vous sentez chez vous, chez nous?"), pikte Fernandel hier onmiddellijk op in en bouwde ter plaatse, samen met Van Rompaey, een geïmproviseerde sketch rond de verwarring tussen "chez nous", "chez vous", "chez moi" en "chez toi".[1][2]
- In de stripreeks Nero door Marc Sleen wordt Nero in het album Het Ei van Oktober (1956) in strook 92 geconfronteerd met een breed glimlachend paard. Terwijl hij verwonderd naar diens gebit staart stamelt hij: "Och god, Fernandel".
- Fernandel had een cameo in het De Kiekeboes-stripalbum Met de Franse slag.
- Er is ook een planetoïde naar Fernandel genoemd (nummer 9346).

- Bibsys: 2067913
- Biblioteca Nacional de España: XX1553881
- Bibliothèque nationale de France: cb11902573x (data)
- Catàleg d'autoritats de noms i títols de Catalunya: 981061104038406706
- Gemeinsame Normdatei: 118683330
- International Standard Name Identifier: 0000 0001 0803 7535
- Library of Congress Control Number: n81097759
- Base Léonore: 19800035/1096/25811
- MusicBrainz: 0bce7eda-e55b-4176-aa1f-b8d2ca447a17
- Nationale Bibliotheek van Tsjechië: xx0000556
- Nationale Bibliotheek van Israël: 987007259791605171
- Nationale Bibliotheek van Polen: a0000003259828
- Nederlandse Thesaurus van Auteursnamen: 074622102
- Istituto Centrale per il Catalogo Unico: UBOV489154
- SNAC: w6zw26hf
- Système universitaire de documentation: 027395839
- Virtual International Authority File: 97746226